# Koblenzer Hof (Koblenz)

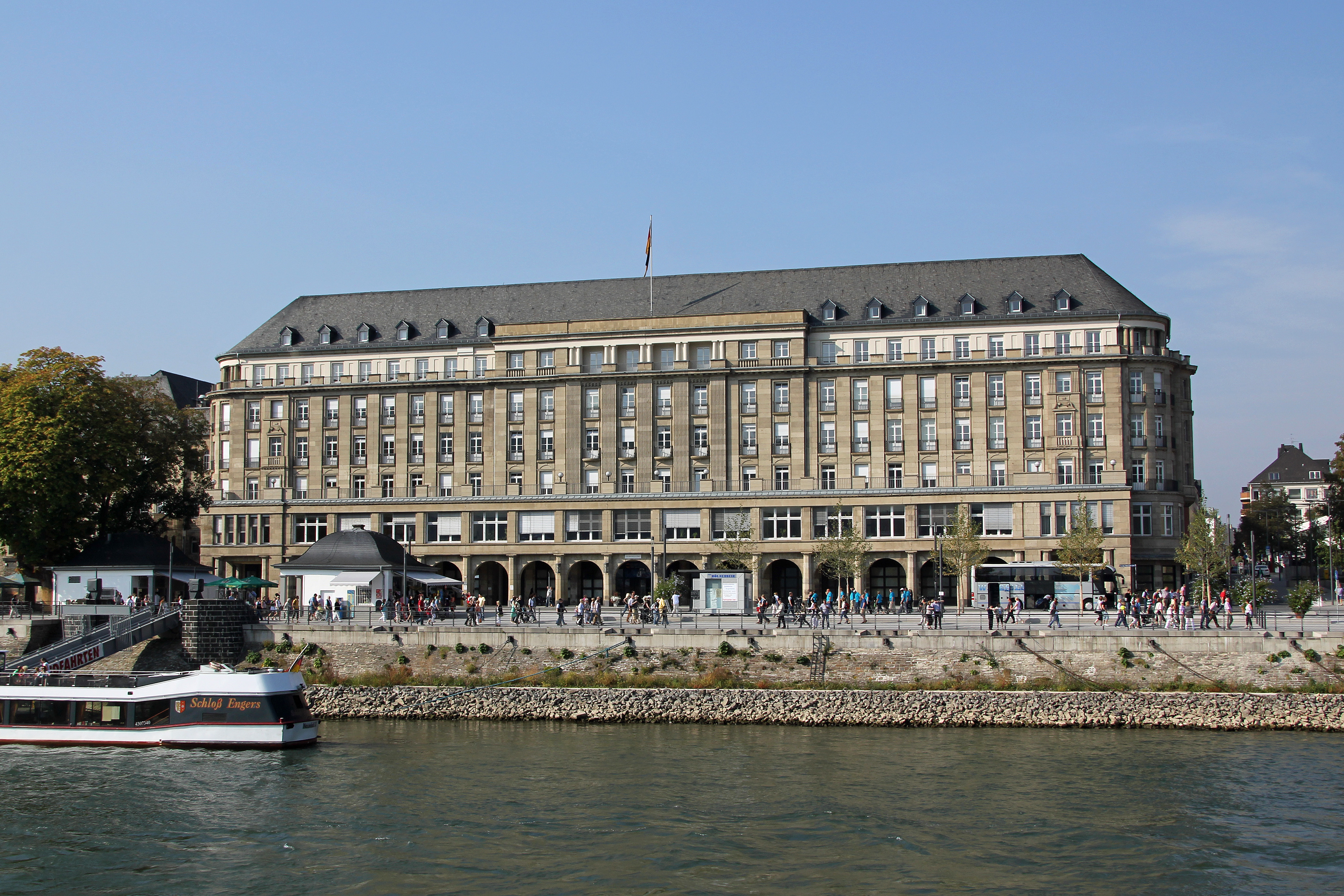
Das ehemalige Grand-Hotel „Koblenzer Hof“ in den Rheinanlagen von Koblenz

Das ehemalige Grand-Hotel Coblenzer Hof ist ein monumentales Hotelgebäude in den Rheinanlagen von Koblenz. Heute ist in dem Gebäude das Bundesamt für Ausrüstung, Informationstechnik und Nutzung der Bundeswehr (BAAINBw) untergebracht, wegen Einsturzgefahr kann jedoch der größte Teil des Gebäudes nicht benutzt werden. Es bildet zusammen mit dem benachbarten Preußischen Regierungsgebäude ein stadtbildprägendes Ensemble am Rheinufer.

## Geschichte

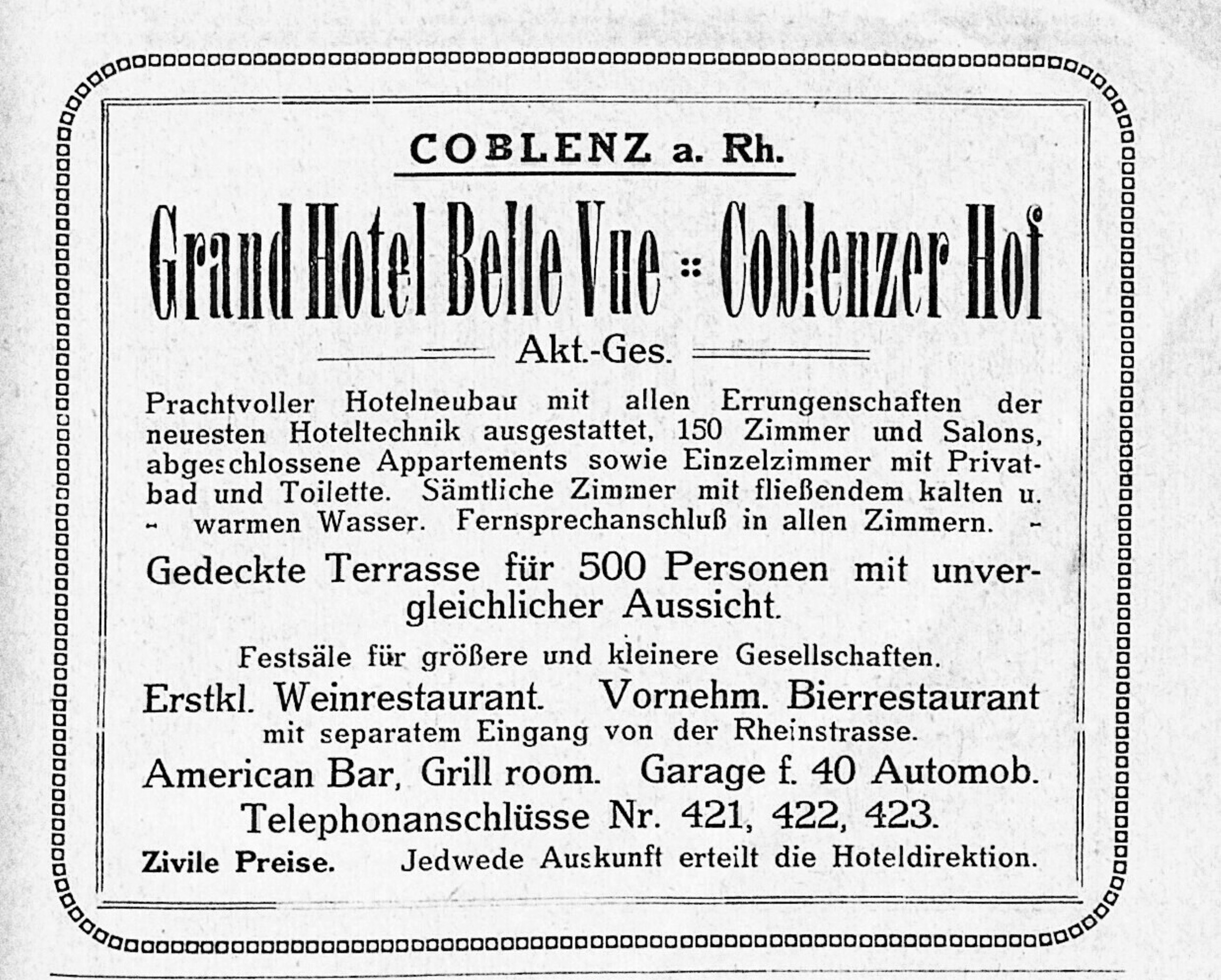
Werbeanzeige des Grand-Hotels „Coblenzer Hof“ 1914

Der Koblenzer Hof wurde von 1912 bis 1913 im Auftrag der Aktiengesellschaft für Grundbesitz, Wohnbauten & Grand-Hotel Esplanade Bellevue nach Plänen des Kölner Architekten Heinrich Müller-Erkelenz am Rheinufer errichtet. An gleicher Stelle standen vorher das Hotel Diesinger und Gebäude der Rheinstromverwaltung. Hinter dem Hotel entstanden mehrere Wohnhäuser. Das neue Gebäude erhielt zunächst den Namen Grand-Hotel Esplanade-Bellevue. Da es Widerstand gegen den französischen Namen gab, wurde es noch im Eröffnungsjahr in Hotel Koblenzer Hof umbenannt. 1914 wurde ein Lichtspielhaus eingebaut.
Bei den Luftangriffen auf Koblenz im Zweiten Weltkrieg wurde das Hotel schwer beschädigt. Es wurde vor allem im Dach- und Innenbereich nur noch vereinfacht wiederaufgebaut. Danach bezog das neu gegründete Bundesamt für Wehrtechnik und Beschaffung (BWB) das Gebäude sowie das benachbarte Preußische Regierungsgebäude.
Wegen Einsturzgefahr musste der Koblenzer Hof am 9. Dezember 2011 kurzfristig geräumt werden. Die Bediensteten wurden auf andere Gebäudekomplexe des BWB (heute: BAAINBw) verteilt. Grund für die Räumung war, dass das Gebäude auf einer rostigen Stahlkonstruktion ruht, die bei einem Erdbeben einstürzen könnte. Das ehemalige Grand-Hotel muss grundlegend saniert werden. In der öffentlichen Diskussion im Zuge der Sanierung stand recht bald, das Gebäude wieder (seiner ursprünglichen Nutzung entsprechend) in ein Fünfsterne-Hotel zu verwandeln.
Da allerdings ein (räumlich wie auch technisch) mit dem Koblenzer Hof verbundenes Nachbargebäude weiterhin vom derzeitigen Nutzer (BAAINBw) benötigt wird, konnten keine konkreten Planungen angestellt werden. Anfang 2015 wurde allerdings auch der Umzug des derzeitigen Nutzers in einen Neubau wieder in Frage gestellt, so dass die Zukunft der Immobilie vermutlich noch länger offen bleiben müsse.
Im Mai 2016 wurde jedoch bekannt, dass die nach wie vor im angrenzenden Gebäude untergebrachte Dienststelle nach Lahnstein verlegt werden soll, als Termin für den Umzug wurde das Jahr 2019 genannt. Der Plan einer anschließenden Rückumwandlung des nach wie vor leerstehenden Koblenzer Hofs in ein Hotel dürfte allerdings erhebliche Kosten verursachen, alleine die statische Stabilisierung des Gebäudes soll 15 Millionen Euro erfordern.
Ende 2018 teilte die Bundeswehr mit, dass die Pläne für das Gebäude erneut geändert wurden: Nun sei doch eine Weiternutzung durch das BAAINBw beabsichtigt, so dass der Koblenzer Hof saniert werden soll. Da der Personalbestand des Amtes erhöht werden müsse und damit akute Raumprobleme auftreten würden, habe man sich entschlossen, den Standort nicht aufzugeben, zumal das mit dem Koblenzer Hof verbundene Nachbargebäude nach wie vor von der Behörde genutzt werde. Damit seien die Verhandlungen über eine Nutzung als Hotel vom Tisch. Diese seien ohnehin immer nur unverbindlich gewesen, weil der Bau nie von der Behörde freigegeben worden war.
Im Mai 2021 begannen die Vorbereitungen für eine Ausschreibung der Sanierungsarbeiten am Gebäude. Hierbei sei noch nicht entschieden, ob der Bau saniert werden könne oder ob hinter der denkmalgeschützten Fassade ein kompletter Neubau errichtet werde.

## Bau

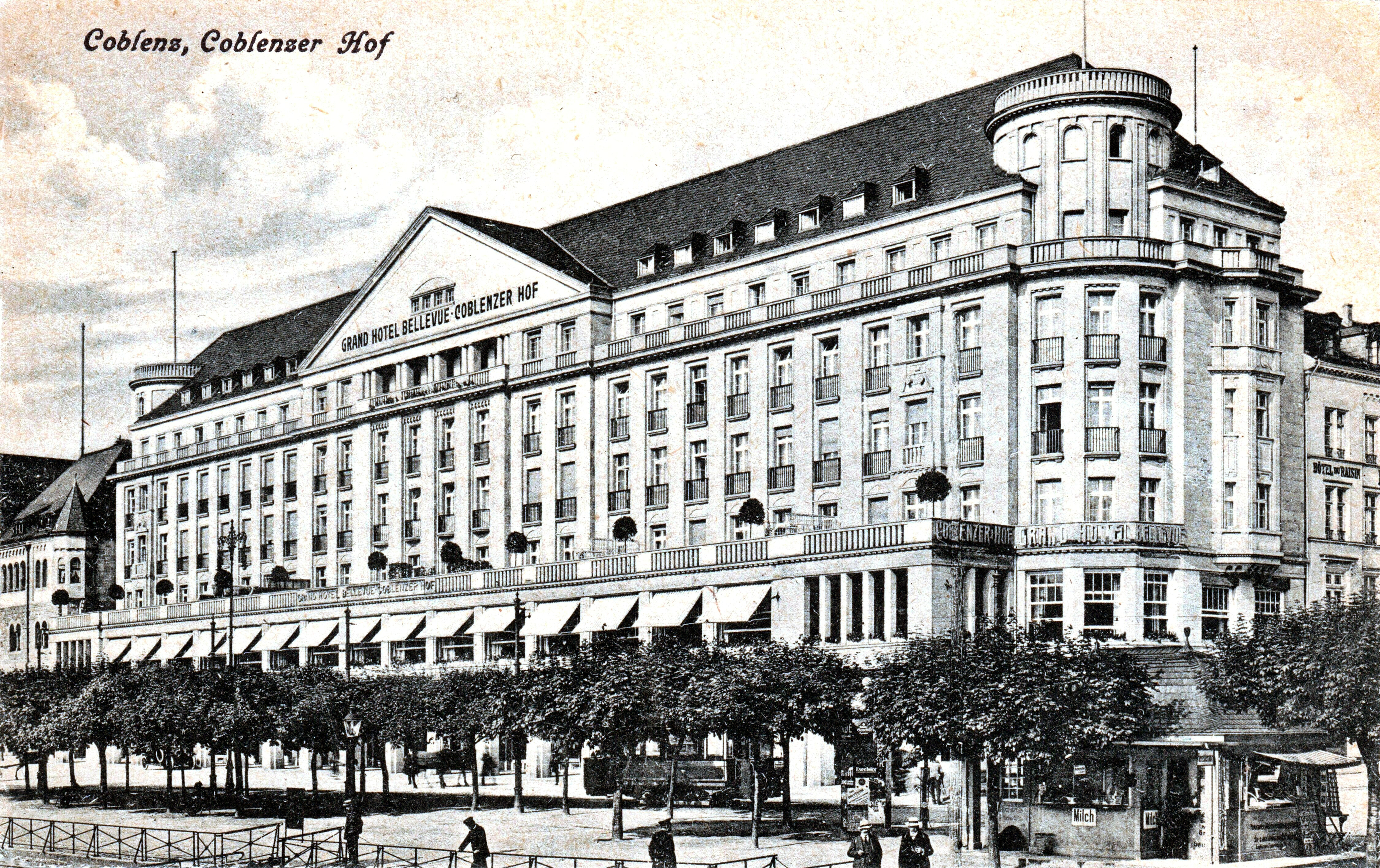
Das Hotelgebäude 1913

Das lang gestreckte Hotelgebäude wurde auf Wunsch der preußischen Bezirksregierung in Einklang mit dem benachbarten Preußischen Regierungsgebäude unter Betonung der Vertikalen errichtet und hat deshalb eine ebenfalls historisch-monumentale Wirkung. Der fünfgeschossige Bau mit Attikageschoss wurde in neoklassizistischen Formen, mit einem pilastergegliederten achtachsigen Mittelrisaliten und einer vorgelegten zweigeschossigen Veranda errichtet. Unter dem Vorbau im Erdgeschoss schließt eine Arkadenstellung mit polygonalen Wandpfeilern an, die einen Durchgang bilden. An den Seiten befinden sich zwei abgerundete Eckbauten, die ursprünglich in Rundtürme ausliefen, mit Erkern. Das erste Obergeschoss, hier befanden sich die Salons und Speisesäle, hat große, liegende Fenster. Die restlichen Geschosse haben einfache Fenster mit Sohlbänken, die zum Teil Brüstungsgitter besitzen. Nicht mehr erhalten ist der ursprüngliche Dreiecksgiebel.

## Denkmalschutz
Der Koblenzer Hof ist ein geschütztes Kulturdenkmal nach dem Denkmalschutzgesetz (DSchG) und in der Denkmalliste des Landes Rheinland-Pfalz eingetragen. Es liegt am Konrad-Adenauer-Ufer 2–6.
Seit 2002 ist der Koblenzer Hof Teil des UNESCO-Welterbes Oberes Mittelrheintal.